# 意識
意識（いしき、Consciousness）は、一般に、「起きている状態にあること（覚醒）」または「自分の今ある状態や、周囲の状況などを認識できている状態のこと」を指す。
ただし、歴史的、文化的に、この言葉は様々な形で用いられており、その意味は多様である。哲学、心理学、生物学、医学、宗教、日常会話などの中で、様々な意味で用いられる。生物学や神経学など学術面では、意識の有無に注目した植物と動物の線引き、ヒト以外を含む動物の意識が進化のどの段階で発生したかも考察・研究されている。
日本語では、「ある物事について注意を払っている」という意味で「意識する」、「考え方や取り組み方について努力が行われている」といったことを表す場合「意識が高い（または低い）」といった言い方がなされる。たとえば公害や廃棄物などの問題についてよく勉強し、改善のために様々な行動や対策を行っている個人や集団を、環境問題についての意識が高い、などと表現する。このような用法は「遵法意識」「コスト意識」「プロ意識」「意識調査」「意識改革」など様々な表現に見られる。
学術的には、文脈に応じて意識という語は様々な意味で使用される。以下では、哲学、心理学、臨床医学をはじめとするいくつかの分野に分けて、代表的な意味を解説する。

## 哲学
ライプニッツの思想における、認識の光芒、 悟性、理性、感性、各々の役割を持つ。ライプニッツの影響を受けたクリスティアン・ヴォルフは、「意識」の概念を「知られている状態」（ドイツ語: Bewusstsein）と造語し名づけた。カントは、Cogitoを「純粋統覚」とみなし、すべての悟性的認識の根源であるとしたが、意識そのものの主題化には向かわず、各認識能力の身分と能力についての考察をその批判において展開した。
意識がドイツ哲学において全面的に主題化されるのはドイツ観念論においてである。フィヒテは、デカルトやカントが cogito/Ich denke から遡行的に知られるとした "ich bin" 我あり、をデカルトにおいてそうであったような個我の自己認識から、カントが主題化した超越論的認識能力の原理に拡大し、自我と呼び、その働きを定式化した。ここで自我とは意識の能力にほかならない。つまり、そのような自我は、自己自身を真正の対象とする活動、すなわち事行（独: Tathandlung）と把握され、この自らを客観とする認識主観としての自我を自己意識と呼ぶ。フィヒテのほか、シェリング、ヘーゲルらが自己意識を哲学の問題として取り上げた。シェリングは、対象化された自己意識を「無意識」と名づけた。ユングはシェリングが無意識の発見者であると指摘している。ドイツ圏における意識についての研究は1780年代から1810年頃まで盛んに行われたが、その後は存在論的哲学に座を譲った。

## 認知科学・人工知能における意識
認知科学、人工知能の分野では、人間が人工知能に質問などをして、その人工知能があたかも人のように反応し、人から見て人と何ら区別がつかなければ、それをもってしてその存在は知能あるいは意識を持っていると見なしていいのではないか、とアラン・チューリングが提案した（チューリング・テスト）。
現代において、ヒトを含む動物の神経細胞や脳活動を計測する技術が進歩し、意識は医学以外の自然科学でも研究テーマとなっている。動物の神経細胞と電子回路の接続も成功している。五感などを基に脳で統合された感覚（クオリア）と、外部から計測された脳からの信号との関連は未解明であるが、意識が生まれる過程は電子計算機のアルゴリズムに類似しているという仮説もある。将来に向けて、電子計算機に「人工意識」を持たせる（動物の意識のアップロードを含む）研究も始まっている。

### 心理学
19世紀中葉のヨーロッパでは、哲学から心理学が分科した。ヴィルヘルム・ヴントは意識という概念を中心に心理学を組み立てようとした。意識は自分の感ずる「感覚」「感情」「観念」に分けられる。この三つの意識を自分自身が感じたままに観ることを内観法（ないかんほう）という。
行動主義心理学では、意識という概念を用いずに、刺激と反応という図式で人間の行動を理解しようとする。

#### 精神分析学
精神分析学では人間の心を、意識・前意識・無意識の三つに分ける。
自分で現在認識している内容を意識という。つまり、我々が直接的に心の現象として経験していること、これは私の経験だと感じることのできることを総体的に意識という。意識は短期記憶・作動記憶と関係がある、ともされる。
自分で現在認識していないが、努力すれば思い出すことができる内容を前意識という。
自分で現在認識しておらず、努力しても思い出せない内容を無意識という。精神分析学では通常の方法では思い出せない無意識下にあるものを、自由連想法などを用いて意識に持ってゆくことで無意識を理解しようとした。

## 機構
覚醒状態とかかわる部位として、脳幹の網様体を含む上行性網様体賦活系（じょうこうせいもうようたいふかつけい、Ascending Reticular Activating System; ARAS）という構造が重要であることが知られている。上行性網様体賦活系を刺激すると眠りから覚める。逆にこの部位を破壊されると昏睡状態に陥る。上行性網様体賦活系の概念は1949年にMoruzziとMagounによってまとめられた。
ヒトの覚醒と睡眠は約24時間周期で繰り返される。24時間周期での睡眠-覚醒リズムは、ヒトの場合、生後15-16週齢から始まる 。この地球の自転周期と同調したリズムはサーカディアン・リズムと呼ばれる。ヒトを含む哺乳類のサーカディアン・リズムは、左右の視神経が交差する視交叉の上にある視交叉上核という視床下部の神経核で生み出されている。視交叉上核を破壊された生物は睡眠と覚醒の周期的なリズムが失われる。睡眠・覚醒リズムは網膜から入射する外部の光信号などにより修飾を受け調整されている。時間に関する手がかり情報のない場所（たとえば明るさの変化しない地下室など）にヒトを長期間置くと、睡眠-覚醒リズムはおよそ25時間周期となる。これはフリーラン・リズムと呼ばれる。

## 医療現場の「意識レベル」
医療分野では患者の意識の状態を「意識レベル」という数値で評価する。特に救急医療や麻酔科学分野で用いられる。
意識の構成には「清明度」「広がり」「質的」の三つの要素が存在するが、このうち一般的に意識障害というと「清明度」の低下についてを指す。「広がり」の低下（意識の狭窄）は催眠であり、「質的」の変化（意識変容）はせん妄やもうろう等を指す。
意識は脳の働きが活性化し、五感に対する刺激を感じ取ることが可能な状態である。「意識がある」とは、脳において刺激を認識することが可能であり、刺激に対し明確な反応を示す状態を指す。これに対して、 無意識は五感に対する刺激が脳で感じ取られず、刺激を認識していない状態である。刺激に対する反応が部分的な状態である。また、「意識がない」とは、脳の働きが部分的に停止し、刺激の入力を拒否した状態である。「気を失う」とは、過剰な刺激に対しショックを受け、脳の働きが停止した状態である。
医療の現場においては、意識の状態・反応に応じて「意識レベル」で表示する。救急医療では、バイタルサインの重要項目の一つとして先ず疾病者等の意識をアセスメント（確認）して「意識レベル」の判定を行う。簡易的に行う場合は、アセスメントは3STEPで行う。STEP1 - まず「○○さん、わかりますか～？」などと声がけして、声に反応があるか観察する。行き倒れた人や身元不明者などで名前が分からない場合は、名前抜きで「大丈夫ですか～？」などと適当に声がけして観察する。このSTEP1で反応が無かったらSTEP2に進み、肩を手のひらでパタパタなどと叩きつつ「○○さーん、起きてくださーい！」と大きな声で叫んで反応を観察する（ただ耳が遠いだけ、という人もいるため）。STEP2でも反応が無かったらSTEP3に進み、腕の皮膚などをつねり、反応を観察する。
「意識レベル」はGlasgow Coma ScaleやJapan Coma Scaleによって数値化して評価される。

## 意識研究
意識という言葉は実に様々な意味で使われており、意識という言葉の多義性は、議論や研究の中でしばしば混乱を引き起こしやすいものとなっている。
それぞれの人がそれぞれの場面で、どういう意味でもって、意識という言葉を使っているのか、その点について相互了解を持たないまま議論をしていくと、行き違いが発散していくことが多い。そうした混乱は、心理学者や神経科学者といった、専門的な肩書きを持つ人々の間でも普通に見られる。このような問題を避けるため意識と関わる研究分野では、注意深い研究者は論文や書籍の冒頭で、私が意識という言葉を使うときそれはどういう意味か、といった説明を予め行うことも少なくない。意識を研究しているそれぞれの科学者が研究している対象は様々だが（選択的注意のメカニズムや覚醒や麻酔のメカニズム、主観的体験の神経相関物など）、そうした全体を含む最も包括的な意識の定義として暫定的にしばしば使用されるのはアメリカの哲学者ジョン・サールが採用した定義に基づく次のような定義である。
| 「 | 意識とは、私たちが、夢を見ない眠りから覚めて、再び夢のない眠りに戻るまでの間持っている心的な性質のことである | 」 |

一方、日常の中では、意識という語は知性（英：intelligence）や自由意志（英：free will）の意味と混同されることがある。しかし、しばしば見られるこれらの用法は、心や脳と直接かかわる分野の現代の研究者によって、ほとんど採用されていない。
以下、意識という言葉の持つ容易に区別できるいくつかの意味を述べる。この区分は必ずしも相互排他的な分類ではなく、相互に重複や関連を持った区分である。このような区分の仕方は研究者によって、とりわけ哲学的な立場によってまちまちで、統一された見解はない。この項では混同されやすい意味の区分を述べるに留めて哲学的な議論の詳細には立ち入らない。

### 覚醒
意識には、起きている、覚醒している、といった意味がある（英：vigilance, arousal, awakening, wakefulness など）。これは睡眠、失神、昏睡または死亡、という状態にない、という事を意味する。この意味での用例をあげるとたとえば「柔道で、絞め技をかけられて我慢していたら、意識を失ってしまった」とか「交通事故のあとずっと昏睡状態だった人の意識が、今朝やっと戻った」などがある。この意味での意識は、意識がある、意識がない、といった形で表現される。この意味での意識は、creature consciousness （クリーチャー・コンシャスネス、生物意識・被造物意識）と呼ばれることもある。また、この意味での意識は目的語を取らずに表現されるため intransitive consciousness （イントランジッティブ・コンシャスネス、自動詞的意識）と呼ばれることもある。

### 気づき
意識には、気づいている、または知っている、といった意味がある（英：awareness）。たとえば今あなたがこの文章を室内で読んでいるとしたら、エアコンの稼動音、パソコンのファンのうなり、冷蔵庫が動く音、蛍光灯の音、窓に吹き付ける風の音、外を通過する車の音等々、何らかの音が常に鳴っていると思われる。しかしそうしたことは恐らく今言われてみて気づいただろうが、それまでは特に考えていなかったと思われる。このようなとき「たしかに色々な音がなっているね。でも今まで特に意識していなかった」などと言う。このような用法が「意識」という言葉にはある。他にも例を挙げると、あなたはこの文章を読んでいる間、何度も瞬きをしている（人間はおよそ数秒ごとに一回、目を閉じる動作を繰り返す）。これも言われてみばそうだと思うかもしれないが、しかし言われるまでは恐らくそうしたことは考えていなかったはずである。このようなときも「たしかに瞬きはしている。でも普段は特に意識していないね」などと言う。意識する、意識しない、という言葉でこのようなことが表現されている。この意味での意識は「○○を意識している」「△△について意識していなかった」などと、目的語を取って表現されるため transitive consciousness （トランジッティブ・コンシャスネス、他動詞的意識）と呼ばれることもある。

### 注意
意識という言葉は注意（英：attention）の意味で用いられることがある。「意識」と「注意」という二つの概念は学者たちの間でも、しばしば相互に混同して用いられる概念である。しかし意識や注意の専門家たちはこの二つの概念を、深い関わりはあるが別の概念であるとして、はっきり区別して使用する。注意には定位（orienting）、フィルターリング（filtering）、探索（searching）という大きく三つの側面がある。定位とは、注意を向けている対象についての情報が得やすいように体の姿勢など制御すること。たとえば犬の近くで大きい音を鳴らしてみる。すると各部の筋肉の収縮と弛緩を通じて物音のした方向に犬の顔が向けられ、眼球が対象の方向に向けられる。そして音が鳴った方に向かって犬の耳がピンと立つ。こうして対象についての情報が取得しやすくなる（これは定位反射と呼ばれる）。フィルタリングとは注意を向けている情報についての情報処理を強化し、対象についてより多くの情報を取得する一方、他の対象についての情報処理作業を抑制することである。たとえば音楽が鳴っている中でワイワイ・ガヤガヤと多くの人が会話を繰り広げている大きいパーティの会場で、誰かがどこかで自分の名前を出したように思ったとき、その自分の名前を呼んだように思った人の会話の情報処理を強化し、他の人たちが行っている会話についての情報処理を抑制することができる。つまりフィルタリングされる（カクテル・パーティー効果）。

### 随意運動
（英：voluntary action）

### 自己意識
上の意味と似ているが、自分がいるということに気づいていること、または自分がいるということを知っていることを、「意識がある」と表現することがある（英：self-consciousness, self-recognition）。これは自己意識、自意識とも言われる。ヒトは成長の過程で自己の存在に気づくようになるが、これは、自我の芽生え、とも言われる。このような側面と関わる実験は心理学の分野で多い。発達心理学をはじめ、比較心理学における鏡像自己認知の研究などがある。鏡像自己認知とは、鏡を見てそこに映った自分の像を自分だと理解できること、を指す。この鏡像自己認知が、ネコはできるか、ゾウはできるか、チンパンジーはできるか、イルカはできるか、といったことが調べられている。

### メタ認知
また、自分自身の心的な状態などを把握すること、たとえば「自分は今機嫌が悪い」「自分は今○○をしたいと思っている」といったことを知ることができること、を「意識がある」と表現することがある。このような自己の心的状態についての把握する行為は、メタ認知（英：metacognition）とも言われる。

### 主観的経験、現象的な質
意識という言葉のもつもうひとつの意味は主観的な経験、現象的な質である（英：subjective character of experience, phenomenal quality など）。物理化学的な三人称的視点（third-person perspective）と対比させて一人称的視点（first-person perspective）、また客観的側面と対比させて単に主観性（subjectivity）などとも言う。この意味での意識は、もっとも広い関心を集めており、非常に激しい哲学上の議論が交わされている部分である。しかしこの意味での意識は明確に定義することが難しく、ときに「それはただ指すことしかできない」、「直示的に定義することしかできない」ということが言われることもある。とりあえず主観的な経験という意味での意識の定義で最も有名なものは、ユーゴスラビア出身のアメリカの哲学者トマス・ネーゲルが1974年の論文『コウモリであるとはどのようなことか』において提出した次の定義である。
| 「                                                              | ある生物が意識をともなう心的諸状態をもつのは、その生物であることはそのようにあることであるようなその何かが―しかもその生物にとってそのようにあることであるようなその何かが―存在している場合であり、またその場合だけである。 | 」 |
| —トマス・ネーゲル（『コウモリであるとはどのようなことか』より） | |    |

この定義はこのままでは暗号めいているので、いくつか例を出して説明する。まず1例目「タンスの角に小指をぶつけた人である、とは一体どのようなことか」。もしあなたが同じような経験したことがあるなら何となく分かるだろうが、このような人は、足先に突如訪れた激しい痛み、そしてどこにぶつけていいのか分からないやり場のない怒り、などを経験している。2例目。「お祭りの場でニコニコしながらチョコレート味のアイスクリームを食べている子供である、とは一体どのようなことか」。これも似たような場面を経験したことがあるなら何となく分かるであろうが、このような子供は、お祭りの場にともなう高揚感、そして口の中に広がる甘い感じ、などを体験している。ではここで問題である。「中にガソリンを詰められたドラム缶である、とはどのようことか」。これはおかしな質問であり、多くの人は次のように思うだろう。ドラム缶はただのモノであり何かを感じるとか、そういう類のものではないと。つまりドラム缶であるとはどのようなことかと言えるような何ものかはない、つまり意識はない、と。ネーゲルの意識の定義は、このような意味での意識を指している。このネーゲルの意味と関連の深い用法として、主観的な経験の中に現れるそれぞれの質のことを「意識」という言葉で表現することがある。これは普通、クオリア、感覚質などといわれ、一般にいくつもの例を挙げる形で枚挙的に定義される（赤の赤さ、虫歯の痛み、コーヒーの苦味など）。こうした意識の持つ主観的側面について物理化学的・神経科学的な見地から説明することが難しく思える、という問題は説明のギャップ、意識のハードプロブレムと呼ばれる。1990年代ごろから科学の領域でもこうした主観性の問題が議論されている。

### 実体としての意識
もうひとつの意味として、意識はしばしば心霊主義的な霊魂の同義語のような形で使われる（英：soul, spirit, consciousness as substance など）。このような用例としてたとえば「意識が肉体から抜け出して幽体離脱（体外離脱）した」といったものが挙げられる。このような考え方、体と独立に心的実体があるという考え方は、哲学の世界では心身二元論、実体二元論などと呼ばれているが、科学者の中にも哲学者の中にも、この考え方を支持している人はほとんどいない。しかしながら臨死体験研究者など一部の科学者はこの説を支持している人もいる。

## プロトサイエンスにおける意識
プロトサイエンスにおいては、探求者の立場により定義、内容も様々で、大胆な仮説が多く、議論が分かれているのが現状である。
自分が慣れ親しんだ諸理論や学問上のツールを、なかば強引に流用して意識の理論を構築しようと試みている研究者なども存在する（究極の一要素にこだわる還元主義的な発想に陥っているもの、数式や方程式で表現することにこだわるものなど）。
また、一部では、心の哲学における細かい論点に対する科学の分野における議論が未熟であること、意識そのものの捉え方が研究者ごとに大きく異なり曖昧になっていることなどを問題視・疑問視する声もある。今後は、従来の分野の域を超えた学際的な議論が期待される。
以下に、意識の仕組みを解明しようとしている仮説提唱者の一部を示す。
ロジャー・ペンローズ　スチュワート・ハメロフ
量子脳理論などと呼ばれる意識に関する独自の仮説を提唱しており、「脳内の神経細胞にある微小管で、波動関数が収縮すると、素粒子に付随する基本的で単純な意識の属性も組み合わさり、生物の高度な意識が生起する」としている。微小管とは細胞骨格の一種で、細胞の構造を維持する役割を担っているタンパク質の複合体である。微小管が採用された背景には、脳内の広い範囲で、ある程度の時間量子力学的な重ね合わせ状態を維持できそうな構造物が他に見当たらなかったためだという理由がある。
ペンローズの量子脳理論は三つの大きな仮定の上に組み立てられている。一つは「人間の思考はチューリングマシンの動作には還元できない」という仮定、もう一つは「波動関数の収縮はチューリングマシンで計算することが不可能な、実在的物理プロセスである」という仮定、そして最後は「量子論と相対論を理論的に統合することで、意識の問題も同時に解決される」という仮定である。これら個々の仮定はどれも、科学者コミュニティーの間で一般的に受け入れられているものではないが、それらを更に一つの理論として結びつけたのが、ペンローズの量子脳理論である。このような憶測の上に憶測を重ねて構成された仮説であるため、内容の正しさについては一般的に懐疑の眼で見られている。ただ、著名な理論物理学者ペンローズによって提唱された仮説という事もあり、知名度は高くまた、ハメロフは生物学上の様々な現象が量子論を応用することで説明可能な点から少しずつ立証されていて20年前から唱えられてきたこの説を根本的に否定できた人はいないと主張している。
保江邦夫
脳のマクロスケールでの振舞い、または意識の問題に、系の持つ量子力学的な性質が深く関わっているとする考え方の総称。心または意識に関する量子力学的アプローチ（Quantum approach to mind/consciousness）、クオンタム・マインド(Quantum mind)、量子意識（Quantum consciousness）などとも言われる。具体的な理論にはいくつかの流派が存在する。
宇宙が創成されたとき、何もない無の状態、すなわち宇宙を一つの量子力学系と考えたときのその真空状態（最低エネルギー固有状態）からトンネル効果による相転移で疑似真空状態としての比較的平坦な宇宙が出現したとされる。そして、その宇宙の上での踊る素粒子もまた、場の量子論により記述される。スケールこそ違え、これと同じ現象が人間の脳の中で生じているという、この考え方を量子脳力学（Quantum Brain Dynamics）と呼ぶ。心とは、記憶を蓄えた脳組織から絶え間なく生み出される光量子（フォトン）凝集体であり、場の量子論によって記述されるその物理的運動が意識である。脳をひとつの量子力学系と考えたとき、外部からの刺激を受けてその無の状態、すなわち真空状態からトンネル効果による相転移で準安定な疑似真空状態が出現する。これがその刺激の記憶に他ならない。新たなる刺激は再びトンネル効果の引き金となり、脳の量子力学系は別の真空状態と転移する。これは以前の刺激の記憶を加味した新たな刺激の記憶であり、したがって単なる新たな刺激のみの記憶ではない。つまり、脳の量子力学系の疑似真空状態は常に過去は記憶の総体を表している。宇宙の上で踊る素粒子の運動に対応するものは、脳の場合は、過去の記憶上での人間の意識そのものと考える。意識とは、過去の記憶総体である脳の量子力学系における疑似真空状態の上に生成と消滅を繰り返す励起エネルギー量子の運動にほかならないとする。これを量子脳力学という。1999年5月25日から28日まで、日本で初めてツーソン会議が東京青山の国際連合大学にて開催された。その内容は意識科学を中心とし、会議の幹事が保江であった。保江は、この国際会議を手作り国際研究集会と呼称し協力を各方面に仰いだ。開催が極めて難しい状況であったが、保江の熱意が国連大学高等研究所のデラ・センタ所長に通じて国連大学を開催場所として確保できた。保江によれば、後になって考えるとこれも合気（愛魂）の効果だったのかもしれないと回顧している。
茂木健一郎
茂木は、基本的な立場としてはデイヴィッド・チャーマーズと同じ路線を歩んでおり、クオリアまでをも含んだ全ての現象を扱いうる「拡張された物理学」を志向している。茂木の著書『クオリア入門』も「心も自然法則の一部である」という表題から始められており、「意識のほんとうの科学を目指す」という自身の方向性をはっきりと明示している。また茂木は「脳内でのニューロンの時空間的な発火パターンに対応してクオリアが生起している」という独自の作業仮説をとり、そこからクオリアが持つ（であろう）何らかの数学的構造を見つけることが出来るのではないか、として研究を行っている。具体的には発火しているニューロンの時間的・空間的パターンをミンコフスキー空間内で幾何学的または位相幾何学・グラフ理論的に抽象化し、そこに群論的な数学的構造を見出そうとしている、ともされる。
前野隆司
前野は、ロボットに人間と同等の機能をもたせるようプログラミングする、といういわゆる人工知能の問題を追いかけている途上で、意識に関する仮説「受動意識仮説」を見出し、提唱している。工学者の前野らしく、意識についてかなり工学的な議論を展開する。
中田力
中田は、脳にはニューロンネットワーク以外の機能構造があるとし、グリア細胞に存在するアクアポリン4を介した水分子のクラスター形成によってランダムなニューロンの発火、つまり覚醒がおこるとする仮説を展開している。
野口豊太
野口は、脳内の情報の意味の流れ「そのもの」が意識であると言う。脳内の情報の意味とは、例えばリンゴを見た時目からの形状信号だけで出来上がるのではなく、記憶情報の柿・ミカン・柿の木・種・赤いとかの色彩・丸い・甘酸っぱい味・リンゴ園・青森・信州・アップルパイ・リンゴの値段・リンゴという言葉・藤村の初恋の詩、等々リンゴの周囲情報があって初めてリンゴの意味が脳神経活動の中に生まれてくる。この様に外界世界の情報の意味は要素単体からではなく要素相互の依存により創生される。つまりコンピュータ内の意味とは異なり与えられたものではない。脳内には依存関係による外界情報世界が出来上がる。（モザイクボール情報世界仮説）見た目は神経発火現象に過ぎない中に潜む意味を理解出来るのは、ただ次段に繋がる神経系である。意味は外界を把握し「私」の次の行動を決める。そして意味は、明るい・痛いではなく、明るく感じる・痛く感じるとする。つまり意味の主体がそこに隠れていると考える。この主体が「私」の原型となる。（組み込み主体情報仮説）この物的意味の流れは、単なる信号情報の流れで生命維持の目的だけに寄与しているのだろうか？そうではなくそこには「私」が存在し、リンゴを見て赤く感じ、あの時の甘酸っぱい味を思い出し、藤村の詩が思いだす。この一連の複雑で繊細な情報の意味の流れが「意識」となり、「私」だけが感じられる。これは「意味の流れそのもの」が自立した意識となるのではないか。すると「意識」は随伴現象ではなく、脳内の神経系情報の「意味の流れそのもの」が自立したものであると言える。

### 意識の神経相関
神経科学などを専門としている科学者による意識の探求は、人間（あるいは患者）の事例・症例を多数踏まえ、脳の解剖や神経組織の観察・実験などから意識現象と物理的な要素をすり合わせ的に検証している。
フランシス・クリック、クリストフ・コッホ
コッホは、フランシス・クリックとともに、科学が意識の問題に挑む第一歩として、「意識と相関する脳活動（NCC）」を神経科学の実験により追求していくことが得策であるとして具体的な研究手法を提案している。意識の機能を脳活動と対応づけていくことが着実な進展につながると考えている。意識の機能として将来の行動のプラニングが重要であることから、前頭葉に直接投射のある脳部位の活動がNCCの一部となっていると考えており、解剖的に前頭葉へ投射していない一次視覚野の活動は直接意識に上らないという「V1仮説」を提唱している。その他にも、意識に関して理論的考察から、「非意識ホムンクルス」などの概念も提唱している。クオリアは計画モジュールなどの一歩手前のニューロン連合からつくられると考えている。これはレイ・ジャッケンドフの「意識の中間レベル理論」に準拠し、意識の内容は常に知覚の形式をとると主張している。一方、より抽象的な「思考」などは非意識に遂行されると考えられる。興味深いことに、コッホは、フランシス・クリックから意識研究はキャリアを危険にさらす可能性があると忠告されたことがあるとされる。
ジェラルド・エーデルマン、ジュリオ・トノーニ
視床-皮質系のネットワークで構成されるダイナミック・コアが意識体験を生み出しているとするダイナミック・コア仮説、また視床-皮質系において相互情報量で測られる各部位間の情報的な統合の強さが主観的な意識体験の内容を決めるとする意識の統合情報理論（Information Integration theory of Consciousness）を提出している。

### 運動準備電位
自発的運動に関する研究から、意識的決定の体験は行動に先んじない事が確認されており（つまり後追いする）、脳内で神経細胞の活動が始まってから数百ミリ秒後に意識的決定の体験が起きる、という順序が確かめられている。このことから「意識とは自分の現状をモニター（監視）する機能である」と結論付けられつつある。 つまり意識はモニター監視した結果をフィードバックする事で、その後の行動に反映するという形で間接的に行動を制御できるが、その瞬間瞬間に行動を直接的に制御しているのではない、といったことである。簡潔に、私たちが持つのは自由意志（free will）ではなく自由拒否（free won't）だ、と表現されることもある。意識的決定と運動に関する先駆的な研究は1980年代にアメリカの生理学者ベンジャミン・リベットにより行われた。